# یوهان شرودر
یوهان شرودر (آلمانی: Johann Schröder؛ ۱۶۰۰ – ۱۶۶۴) یک شیمی‌دان اهل آلمان بود.